# Rémi Gribonval
Rémi Gribonval est un mathématicien français né en 1973. Directeur de recherche à l'Institut national de recherche en informatique et en automatique, ses principaux thèmes de recherche concernent les aspects mathématiques du traitement du signal, l'apprentissage automatique, les représentations parcimonieuses, les approximations non-linéaires avec des dictionnaires redondants ainsi que la séparation de sources audio.
Il a reçu en 2011 le prix Blaise Pascal décerné par l'Académie des sciences.
Il a publié en 2010 avec Karin Schnass le premier article théorique sur l'apprentissage par dictionnaire.